# Cadafais
Cadafais ist ein Ort und eine ehemalige Gemeinde (Freguesia) im portugiesischen Kreis Alenquer. In der Gemeinde lebten 1723 Einwohner (Stand 30. Juni 2011).

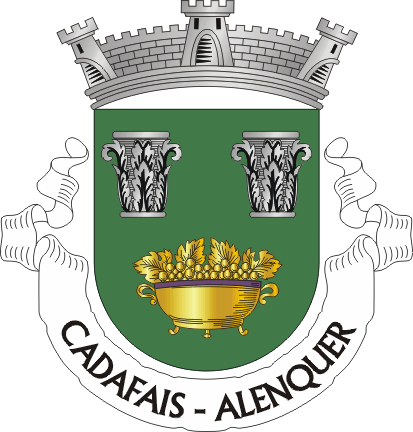
Das Wappen der ehemaligen Gemeinde

Am 29. September 2013 wurden die Gemeinden Cadafais und Carregado zur neuen Gemeinde União das Freguesias de Carregado e Cadafais zusammengefasst.